# Lotus Elan
Lotus Elan (Лотус Илан) — серия автомобилей фирмы Lotus Cars. Производились модели как с кузовом родстер, так и с кузовом купе.
В гамме существовали оригинальная модель 26, гоночная модель 26R, купе с жёстким верхом модель 36, купе со складывающимся верхом модель 45 и купе модель 50 +2 производились с 1962 по 1975 годы.
Вариант M100 производился с 1989 по 1995. Затем с 1996 по 1999 год он производился в Южной Корее как Kia Elan.